# Led Zeppelin North American Tour 1971
Led Zeppelin North American Tour 1971 e седмото турне на английската рок-рок група Лед Зепелин в Америка (САЩ и Канада) от 7 август до 17 септември 1971 г. Включва и два подгряващи концерта в Монтрьо (Швейцария).

## История
Гастролът е предприет точно преди реализирането на четвъртия ‘неозаглавен’ албум. Както и в други случаи, той закъснява с излизането си, обратно на очакванията на групата, чието желание е да излезе по време на тура. Това е най-голямата пауза на състава между две северноамерикански турнета дотогава – почти година. В този промеждутък от време една друга хардрок-група от САЩ – Гранд Фънк Рейлроуд, засилва влиянието си на местния музикален пазар и амбицира британците за „реванш“. Материалът от новата плоча е поднесен сценично и приет от американците повече от добре – предпоставка за главоломния успех след излизането му през ноември. Обиколката се характеризира с нарастващите прояви на истерия по време на шоутата, за което свидетелстват бутлезите – автентични документи за всеки лайв. Най-ярките примери от този „поход“ в САЩ и Канада тогава са Ню Йорк, Торонто и Бостън. Преди турнето Плант обръсва брадата си, която, както и другите членове на групата, носи около една година. По-късно го последват първо Джон Пол Джоунс, а след него и Джими Пейдж.
Led Zeppelin North American Tour 1971 носи печалба от 1 млн. долара.

## Сетлист
- Walk Don't Run (на 22 август)
- Immigrant Song
- Heartbreaker
- Since I've Been Loving You
- Out on the Tiles (интро) / Black Dog
- Dazed and Confused
- Stairway to Heaven
- Celebration Day
- That's the Way
- Going to California
- What Is and What Should Never Be
- Moby Dick
- Whole Lotta Love

Бисове (варират):
- Communication Breakdown
- Organ Solo / Thank You
- Rock and Roll
- Weekend (на 21 август)

## Концерти
| Дата                 | Град       | Държава   | Място                 |
| -------------------- | ---------- | --------- | --------------------- |
| 7 август 1971 г.     | Монтрьо    | Швейцария | Montreux Casino       |
| 8 август 1971 г.     | Монтрьо    | Швейцария | Montreux Casino       |
| 19 август 1971 г.    | Ванкувър   | Канада    | Pacific Coliseum      |
| 20 август 1971 г.    | Сиатъл     | САЩ       | Seattle Coliseum      |
| 21 август 1971 г.    | Ингълуд    | САЩ       | The Forum             |
| 22 август 1971 г.    | Ингълуд    | САЩ       | The Forum             |
| 23 август 1971 г.    | Форт Уърт  | САЩ       | Tarrant County        |
| 24 август 1971 г.    | Далас      | САЩ       | Memorial Auditorium   |
| 26 август 1971 г.    | Хюстън     | САЩ       | Hofheinz Pavilion     |
| 27 август 1971 г.    | Оклахома   | САЩ       | Civic Auditorium      |
| 28 август 1971 г.    | Сейнт Луис | САЩ       | St. Louis Arena       |
| 29 август 1971 г.    | Ню Орлиънс | САЩ       | Municipal Auditorium  |
| 31 август 1971 г.    | Орландо    | САЩ       | Sports Stadium        |
| 1 септември 1971 г.  | Пембрук    | САЩ       | Sportatorium          |
| 3 септември 1971 г.  | Ню Йорк    | САЩ       | MSG                   |
| 4 септември 1971 г.  | Торонто    | Канада    | Maple Leaf Gardens    |
| 5 септември 1971 г.  | Чикаго     | САЩ       | Amphitheater          |
| 6 септември 1971 г.  | Бостън     | САЩ       | Boston Garden         |
| 9 септември 1971 г.  | Хемптън    | САЩ       | Hampton Coliseum      |
| 10 септември 1971 г. | Сиракюз    | САЩ       | Onondaga Auditorium   |
| 11 септември 1971 г. | Рочестър   | САЩ       | Memorial Auditorium   |
| 13 септември 1971 г. | Бъркли     | САЩ       | Community Theatre     |
| 14 септември 1971 г. | Бъркли     | САЩ       | Community Theatre     |
| 16 септември 1971 г. | Хонолулу   | САЩ       | Neal S. Blaisdell Ar. |
| 17 септември 1971 г. | Хонолулу   | САЩ       | Neal S. Blaisdell Ar. |